# Piptospatha grabowskii
Piptospatha grabowskii là một loài thực vật có hoa trong họ Ráy (Araceae). Loài này được (Engl.) Engl. miêu tả khoa học đầu tiên năm 1912.